# Девід Джуліус
Девід Джуліус (4 листопада 1955 , Брайтон-Біч, Нью-Йорк ) — американський фізіолог. Професор Каліфорнійського університету в Сан-Франциско.
Народився на Брайтон-Біч, здобув ступінь бакалавра у Массачусетському технологічному інституті в 1977 році. Захистив докторський ступінь у Каліфорнійському університеті в Берклі в 1984 році під спільним керівництвом Джеремі Торнера та Ренді Шекмана. 1984—1989 постдок під орудою Річарда Ексела у Колумбійському університеті. Відомий як дослідник ноцицепції — виникнення відчуття болю. Лауреат Нобелівської премії з фізіології або медицини 2021 року.

## Нагороди та визнання
- 2000: Нейронаукова премія Перла−UNC[en]
- 2001: член Національної академії наук США
- 2005: член Американської академії мистецтв і наук[5]
- 2006: Премія Цюльха[de][6]
- 2010: Премія Пассано[en][7]
- 2010: Премія принцеси Астурійської[8]
- 2010: Премія Шао з медицини і наук про життя[9]
- 2010: член Угорської академії наук[10]
- 2013: Премія Поля Джанссена за біомедичні дослідження[en]
- 2017: HFSP Премія Накасоне[de][11]
- 2017: Міжнародна премія Гайрднера[12]
- 2019: Премія Розенстіла[en][13]
- 2020: премія «BBVA Foundation Frontiers of Knowledge Awards» з біології та медицини[14]
- 2020: Премія за прорив у науках про життя[15]
- 2020: Премія Кавлі спільно з Ардемом Патапутяном[16]
- 2021: лауреат Нобелівської премії з фізіології або медицини спільно з Ардемом Патапутяном[17]